# Паупізі
Паупізі (італ. Paupisi) — муніципалітет в Італії, у регіоні Кампанія, провінція Беневенто.
Паупізі розташоване на відстані близько 200 км на південний схід від Рима, 55 км на північний схід від Неаполя, 13 км на північний захід від Беневенто.
Населення — 1617 осіб (2014).
Щорічний фестиваль відбувається 13 червня. Покровитель — Sant'Antonio di Padova.

## Демографія
Населення за роками:

Станом на 1 січня 2023 року в муніципалітеті офіційно проживали 44 іноземці з 11 країн, серед них 8 громадян країн Євросоюзу та 6 громадян України.

## Сусідні муніципалітети
- Понте
- Сан-Лоренцо-Маджоре
- Торрекузо
- Вітулано